# Clarence Griffin
Clarence James Griffin (ur. 19 stycznia 1888 w San Francisco, zm. 28 marca 1973 w Santa Barbara) – amerykański tenisista.
Bratankiem Griffina jest Merv Griffin, prezenter telewizyjny.

## Kariera tenisowa
Sukcesy Griffin odnosił głównie w grze podwójnej. W parze z Billem Johnstonem trzykrotnie triumfował w mistrzostwach USA (obecnie US Open), w latach 1915, 1916 i 1920. W 1913 roku był w finale zawodów wspólnie z Johnem Strachanem. W tym samym roku wygrał w parze ze Strachanem mistrzostwa USA na kortach ziemnych w Cincinnati. W 1914 roku, podczas mistrzostwa USA na kortach ziemnych, odniósł największy sukces w grze pojedynczej – wygrał w finale rundy eliminacyjnej z Elią Fottrellem i w finale głównym (gdzie jego przeciwnikiem miał być obrońca tytułu) ze Strachanem walkowerem. W 1915, 1916 i 1920 roku był klasyfikowany w czołowej dziesiątce zawodników amerykańskich.
W 1970 roku został przyjęty do Międzynarodowej Tenisowej Galerii Sławy.

### Finały w turniejach wielkoszlemowych

#### Gra podwójna (3–1)
| Końcowy wynik | Nr | Data | Turniej                                | Nawierzchnia | Partner       | Przeciwnicy                    | Wynik finału            |
| ------------- | -- | ---- | -------------------------------------- | ------------ | ------------- | ------------------------------ | ----------------------- |
| Finalista     | 1. | 1913 | U.S. National Championships, Nowy Jork | Trawiasta    | John Strachan | Tom Bundy Maurice McLoughlin   | 4:6, 5:7, 1:6           |
| Zwycięzca     | 1. | 1915 | U.S. National Championships, Nowy Jork | Trawiasta    | Bill Johnston | Tom Bundy Maurice McLoughlin   | 2:6, 6:3, 6:4, 3:6, 6:3 |
| Zwycięzca     | 2. | 1916 | U.S. National Championships, Nowy Jork | Trawiasta    | Bill Johnston | Ward Dawson Maurice McLoughlin | 6:4, 6:3, 5:7, 6:3      |
| Zwycięzca     | 3. | 1920 | U.S. National Championships, Nowy Jork | Trawiasta    | Bill Johnston | Willis Davis Roland Roberts    | 6:2, 6:2, 6:3           |